# Synagogue de Tachau (1912-1938)
La synagogue de Tachau, ou synagogue de Tachov, inaugurée en 1912, a été détruite en 1938 lors de la nuit de Cristal comme la plupart des autres lieux de culte juif en Allemagne et dans les territoires alors annexés par le Troisième Reich.  
Jusqu'en 1918, Tachau, capitale du district de Tachau, en Bohême, fait partie de l'empire d'Autriche. Après la Première Guerre mondiale, la Bohême est intégrée à la Tchécoslovaquie et la ville prend le nom tchèque de Tachov. À la suite des accords de Munich, la ville fait partie de la région des Sudètes, majoritairement peuplée de germanophones, annexée par l'Allemagne nazie et réunie au Reich allemand le 21 octobre 1938. Tachov reprend son ancien nom de Tachau. Après la Seconde Guerre mondiale, Tachov redevient une ville tchécoslovaque d'où est expulsée la majorité des habitants germanophones. Actuellement la ville qui fait partie de la République tchèque, compte un peu plus de 12 500 habitants.

## Histoire de la communauté juive

### Le début de la communauté juive
La présence de Juifs à Tachau est mentionnée pour la première fois au XVe siècle en 1464 et ultérieurement, mais il est probable que certains Juifs étaient déjà présents dès le XIIIe siècle. Le rabbin Moses ben Hisdai, un des auteurs supposés de la prière Avinou Malkenou, est né à Tachau au XIIIe siècle. Malgré plusieurs tentatives, les Juifs n'ont jamais été expulsés de la ville, non seulement pour des raisons économiques, mais aussi en raison d'une certaine bienveillance et tolérance de la noblesse.  La communauté juive est en relation étroite avec les communautés de Bavière, où l'on trouve le nom de famille de Tachauer. En 1552 et 1570, on compte 5 familles juives en ville. Les registres municipaux de 1605, comportent les règlements concernant la vie interne de la communauté. 
En 1724, il y a 17 familles et 12 maisons juives à Tachau. En 1749, les Juifs forment une unité indépendante de lutte contre le feu. Une éminente personnalité de Tachau est R. Nahum Sofer (mort en 1815), dont l'inscription sur la tombe sera considérée comme une prophétie annonçant la Première Guerre mondiale. Des hassidim d'Europe de l'Est se rendront régulièrement sur sa tombe en chemin vers les villes proches de Marienbad ou de Karlsbad. 

### La communauté juive auxXIXeetXXesièclesavant lenazisme
En 1836, on compte 15 maisons juives représentant 266 personnes. En 1869, leur nombre est de 294 soit 7,6 % de la population totale. Les Juifs vivent surtout du commerce, du troc et de la vente ambulante. La possession de terre agricole et rurale leur est interdite jusqu'à l'attribution de leurs droits civiques en 1859. À partir du milieu du XVIIIe siècle, et plus encore au XIXe siècle, on commence à voir des artisans juifs, un boucher cachère, un bonnetier, un guérisseur. Vers la fin du XIXe siècle, de petites entreprises industrielles sont fondées par des Juifs, comme une miroiterie par Ignaz Blaustern, une fabrique d'articles en bois par Moritz Kohner et Léopold Schornstein, une usine de boutons de nacre par Heinrich Adler. Une centrale électrique est construite par Adolf Neubauer.
La communauté emploie un rabbin et un Hazzan (chantre) qui est en même temps professeur de religion et un Shamash (bedeau). 
Isak Schidlof, originaire de Nové Město pod Landštejnem (Altstadt Böhmen), occupe le poste de rabbin de Tachau, dans les années 1855-1898. Puis Dr Moritz (Moses) Wohl est le rabbin de Tachau de 1898 jusqu'à sa mort en 1921. Il est considéré comme un des meilleurs experts du Talmud de son époque. Ses successeurs sont de 1922 à 1929, Dr Samuel David Margules, de 1931 à 1933 Dr Joachim Astel qui sera par la suite rabbin de Kromeriz et mourra assassiné en 1942 à Auschwitz, et Dr Maximilian Zipser de 1933 à 1938, dernier rabbin de Tachau qui mourra en 1942 au camp de concentration de Dęblin.

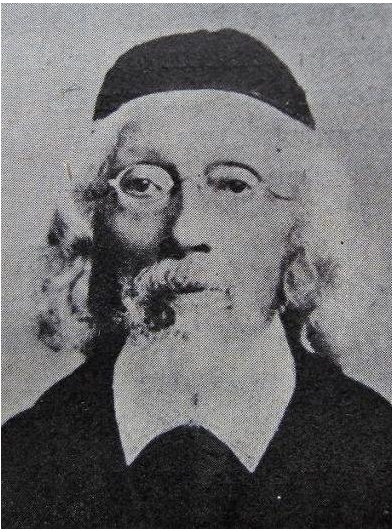
Rabbin Isak Schidlof
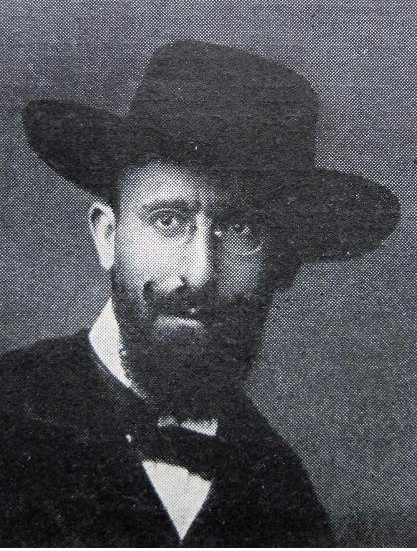
Rabbin Samuel David Margules

Josef Schön est pendant très longtemps l'enseignant d'hébreu et de religion de Tachau. Il est l'auteur de plusieurs ouvrages historiques qui permettent de connaitre en détail l'histoire et la vie de la communauté juive de Tachau. Il est assassiné à Theresienstadt en 1943 à l'âge de 83 ans. De 1914 à 1925, le Shamash (bedeau) de la synagogue est Jakob Kohn, dont on ignore le destin.  
Au XXe siècle, les présidents de la communauté sont successivement Sigmund Strauss de 1906 à 1912, Dr Wilhelm Lurje de 1914 à 1922 et qui mourra en 1942 au camp d'extermination de Treblinka, et Siegmud Pollak de 1922 à 1929.
La communauté juive possède de nombreuses associations caritatives, telle que la Hevra kaddisha (Sainte fraternité), société du dernier devoir, pour les enterrements et l'aide aux familles éprouvées, créée au début du XVIIIe siècle ; l'association Bikkour Holim, d'aide aux malades; l'association Ahava Torah (Amour de la torah) qui est responsable de l'école religieuse ; et une association caritative de femmes qui parraine des enfants du Talmud Torah, et dont l'un des membres d'honneur est la princesse Mathilde von Windischgrätz. Aux XVIIIe et XIXe siècles, Tachau possède une yechiva pour la formation des rabbins, connue comme un centre talmudique important. 
La communauté possède une synagogue, qui sera plusieurs fois détruite lors d'incendie de la ville, puis reconstruite. La dernière synagogue est inaugurée en 1912 et sera détruite par les nazis en 1938.  
La Première Guerre mondiale conduit à Tachau un grand nombre de réfugiés de guerre originaire de Galicie, et plus particulièrement des Juifs, lorsque dans la première phase de la guerre, les troupes russes occupe temporairement certaines régions de l'est de l'Empire austro-hongrois. Une grande partie retournera en Galicie à la fin de la guerre, mais certains s'établiront à Tachau. 

### La période nazie
Dans les années 1930, 179 citoyens, répartis en 95 familles, se déclarent de religion juive, soit 2,6 % de la population de la ville. Parmi ceux-ci, 24 se considèrent de nationalité juive, leur nombre est de 310 dans le district. Avec l'invasion des Sudètes par les Allemands, beaucoup fuient se réfugier dans le reste de la Tchécoslovaquie, mais très peu partent à l'étranger. Dans la nuit du 9 au 10 novembre 1938 la synagogue de Tachau est incendiée. Le 2 décembre 1938, est publié le Règlement sur l'enregistrement des biens juifs dans la région des Sudètes et le 27 décembre 1938, les lois de Nuremberg sont instaurées à Tachau.
Les Juifs restés à Tachau sont internés en 1941 au camp d'internement de Milově, près de Pfraumberg (maintenant Přimda), avant d'être déporté au camp de concentration de Theresienstadt. On a pu établir que 85 habitants juifs de Tachau ont péri pendant la Shoah. Ce nombre est un minimum, car certains documents n'ont pu être retrouvés.  

## La synagogue

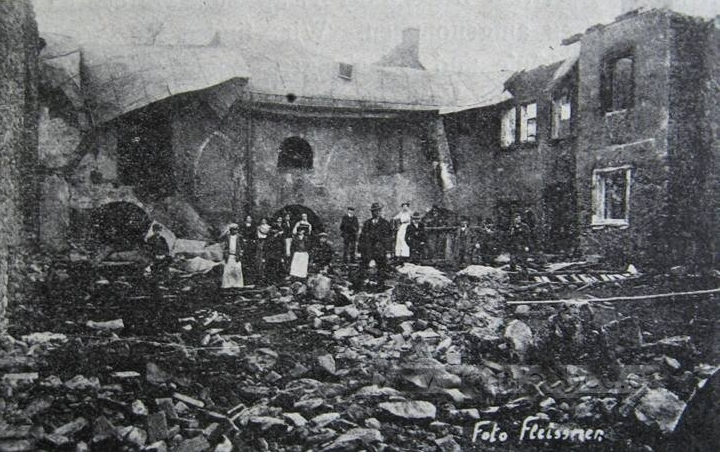
La synagogue détruite par le feu en 1911

### Les anciennes synagogues
L'existence d'une synagogue est mentionnée à Tachau en 1611, quand celle-ci est détruite en même temps que le ghetto par un incendie. Le ghetto, dénommé plus tard Judengasse (ruelle aux Juifs), se tenait à l'endroit actuel de la rue Karel Havlíček Borovský. Détruite plusieurs fois lors d'incendies, en 1719, 1748, 1818, elle est toujours reconstruite au même endroit, la dernière fois lors du grand incendie du 28 avril 1911, où en plus de la synagogue, 22 maisons sont détruites dont 11 appartenant à des Juifs. Il ne reste alors presque plus rien de la synagogue. Seuls quelques rouleaux de Torah et des parokhet (rideaux fermant l'Arche sainte) brodés ont pu être sauvés. 

### La nouvelle synagogue
Après cet incendie qui a détruit la plupart des maisons juives du côté sud de la Judengasse, ainsi que la partie adjacente de l'enceinte de la ville, à l'exception des tours, le quartier juif trouve alors pratiquement son aspect actuel. La nouvelle synagogue est conçue en style Art nouveau, selon les plans de l'architecte Alfred Grotte, né à Prague en 1872 et décédé au ghetto de Theresienstadt en 1943. Une partie de la famille de Grotte est originaire de Tachau, et sa mère est enterrée au cimetière juif de la ville. La synagogue n'est pas conçue comme un bâtiment isolé, mais comme un complexe incluant une maison rabbinique et un jardin. La construction de la synagogue va durer un peu moins d'un an et celle-ci est consacrée le 9 septembre 1912, trois jours avant Roch Hachana, la fête du nouvel an juif.  La cérémonie solennelle, présidée par le rabbin de Tachau, Dr Moses Wohl, en présence des conseillers municipaux et de membres du clergé catholique, suscite un grand intérêt parmi la communauté juive et une grande bienveillance parmi la population de la ville. 
Le hall principal de la synagogue situé au rez-de-chaussée a une capacité de 124 sièges. Au même niveau se trouvent une petite salle de capacité de 25 sièges servant de salle de réunion et d'étude, un vestiaire et des toilettes. La synagogue est orientée d'ouest en est, avec son entrée principale côté nord donnant sur le jardin et une sortie de secours sur le mur ouest. L'Arche sainte provient de la synagogue de Neu Zedlisch (Nové Sedliště) situé à 8 km de Tachau, dont la communauté, affiliée à celle de Tachau a été dissoute en 1914. 
On accède à la galerie réservée aux femmes au premier étage, par deux escaliers en colimaçon. D'une capacité de 120 sièges, celle-ci offre une bonne vue sur la Bimah et l'Arche sainte au rez-de-chaussée. À côté de l'espace réservée aux femmes, se trouve un espace pour le Chœurchœur et un orgue, ainsi que des toilettes privées.  
La maison rabbinique se compose de trois niveaux et comprend trois appartements, dont le plus spacieux, celui dédié au rabbin, est situé au rez-de-chaussée, et une salle de classe. Le bâtiment possède des fenêtres donnant sur la rue et sur le jardin. La classe est réservée aux enfants pour l'apprentissage de l'hébreu et de la religion juive. Au sous-sol, Grotte avait prévu de construire un mikvé (bain rituel) avec de l'eau courante, mais celui-ci n'a jamais été réalisé. 
Plans d'architecte de la nouvelle synagogue - 1912

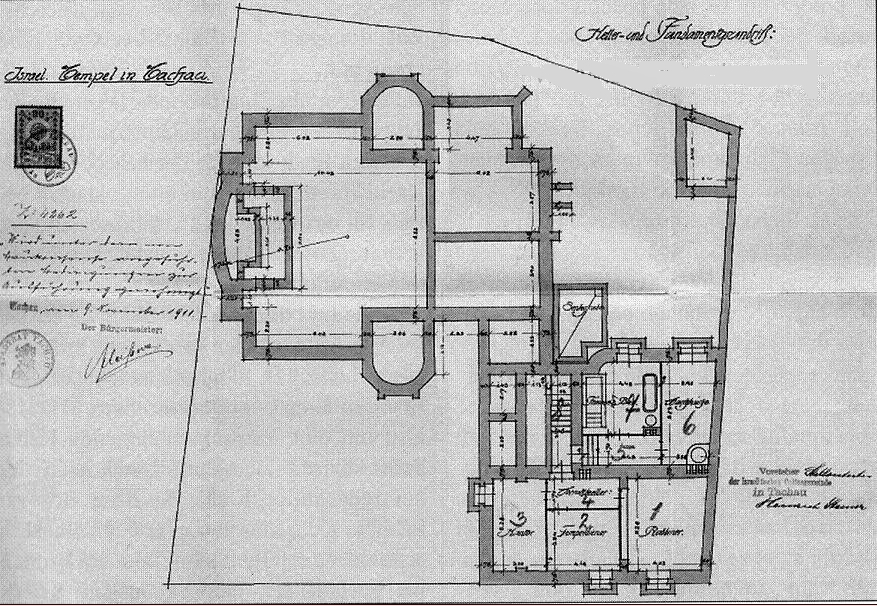
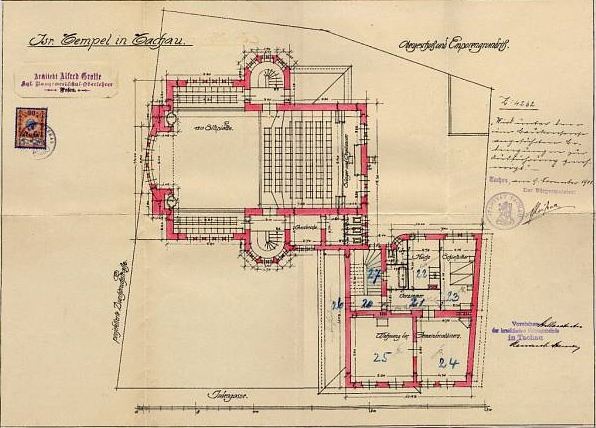
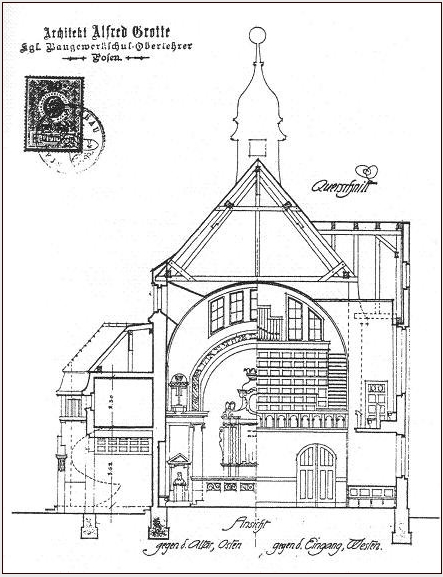
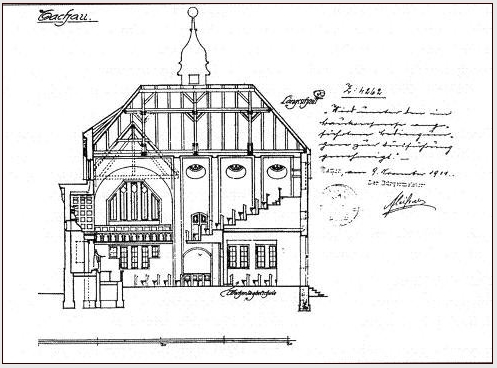

### Destruction de la synagogue
La nouvelle synagogue ne va servir de centre cultuel et culturel de la communauté juive que pendant 26 ans. Lors de la nuit de Cristal, du 9 au 10 novembre 1938, la synagogue est incendiée par les nazis. Les pompiers arrivés sur place ont l'interdiction d'éteindre l'incendie. Leur rôle se limite alors à éviter la propagation de l'incendie à la maison du rabbin, qui sera ainsi épargnée, et aux maisons voisines.
Le jardin et la maison du rabbin existent toujours et ont gardé la clôture métallique d'origine de style Art nouveau, avec mur de soutènement en pierre et porte. La maison du rabbin est aujourd'hui un bâtiment résidentiel. Dans le jardin, sur le site de la synagogue, à l'emplacement de l'ancien hall principal, pousse un gros poirier.
Le musée de la forêt de Bohême de Tachov a effectué en 2006 des fouilles dans le jardin et dans le sous-sol de la maison du rabbin. Le seul artéfact retrouvé de la synagogue est une mosaïque avec comme motif une étoile de David stylisée, et qui a été transférée au musée de la forêt de Bohême. Elle est présentée dans l'exposition permanente juive ainsi que la porte originale à caissons de l'appartement du rabbin.  On y trouve aussi les projets de l'architecte Grotte, des photos, ainsi qu'un modèle réduit en couleur en trois dimensions de la synagogue. 

## Biographie
- (de):  Josef Schön: Geschichte der Juden in Tachau und Umgebung in Hugo Gold: Die Juden und Judengemeinden Böhmens in Vergangenheit und Gegenwart
- (cs):  Václav Chvátal: Tachovská synagoga by letos slavila sto let od zasvěcení (Cette année, la synagogue de Tachov fêterait ses cent ans d'existence); site du Tachovsky denik.cz; 8 septembre 2012
- (en):  Tachov; site de la Jewish Virtual library
- (de):  Alfred Grottee: Deutsche, boehmische und polnische Synagogentypen : vom XI. bis Anfang des XIX. Jahrhunderts ; éditeur: Der Zirkel;  (1915); pages: 11, 73, 78
- (cs):  Pavel Frýda: Tachov-synagoga; site de zanikleobce.cz